# Milák Brigitta
Labanczné Milák Brigitta (Békés, 1968. január 20. –) magyarországi cigány festőművész.

## Életpályája
Magyar cigány családban született, rajztehetségét gyermekének óvónője fedezte fel. Mestere Vágréti János festőművész, a mester útmutatásai nyomán választja meg képeinek témáit, melyek a cigány nép múltját, vándorlásait, hitéletét, mesterségeit, a még élő vagy elfeledett foglalkozásokat ábrázolják. 1994 óta kiállító művész, bemutatkozásának első színhelye Mezőberény. Nagyméretű képein gyakran magával ragadja a mesélő kedv, színes történetekben dolgozza fel a cigányok eredet-mítoszait. A mesterségeket dokumentarista aprólékossággal festi fatáblákra egyénileg ötvözve az életképi és a karakterábrázolással. Az 1990-es évek végétől bekapcsolódik a Cigány Ház alkotótáborainak munkájába és csoportos kiállításaiba. Nevezetes képei a budapesti Néprajzi Múzeumban található alkotásai:
- A telepen (olaj, vászon, 164x227 cm, 1997)
- Hűség és eredetiség (olaj, vászon, 197x300 cm, 1998)
- Az ősiség törvénye (olaj, vászon, 200x350 cm, 1999)
- Cigány koldus (olaj, vászon, 155x116 cm, 1998)[1]

A cigánysok történeti múltjának megismeréséből merített ihletet, mint sok más cigány festő, megfigyelte a Néprajzi Múzeumban található régi képeket, tárgyakat, stb. Így szükségszerűen bizonyos sztereotípiák alakultak ki, és mindenki ezt festette kisebb-nagyobb egyéni invencióval. Milák Brigittát is őszintén magával ragadta a cigány történetiség feldolgozása, és szinte követte a 19. századi naturalizmus stílusát, de valójában mégsem egészen, hiszen a jelenből nézett a múltba szeretettel, humanizmussal, nosztalgiával, és úgy mint aki elvesztett valamit, talán a cigányok összefogását hiányolva. Szintén nevezetes 1-12 olajfestményből álló holokauszt-sorozata, amelyet 2004-ben alkotott. Külföldön is több országban bemutatkozott képeivel, Kanadában, Ausztriában, Svájcban, Svédországban, Dániában és Olaszországban, Olaszországban külön díjat is nyert. Itthon Orosházán, Békéscsabán, Békésen, Vésztőn, Dobozon, Sarkadon, Gyomaendrődön, Szegeden és a Nyírségben mutatta be alkotásait. Budapesten a Roma Parlament Társalgó Galériájában és a Néprajzi Múzeumban szerepeltek képei. A 2009-es Magyar festészet című reprezentatív albumba az ezredforduló körül született kilenc olajfestményét válogatták be.

## A 2009-es Cigány festők című albumba beválogatott képei
- Meztelen nő háttal (olaj, farost, 60x80 cm, 1997)
- Kosárfonó (olaj, farost, 60x80 cm, 2001)
- Kovács (olaj, vászon 100x120 cm, 2000)
- Mulató cigányok (olaj, farost, 60x80 cm, 1998)
- Zenész cigány  (olaj, farost, 118x164 cm, 1997)
- Himnusz az éhséghez (olaj, farost, 60x80 cm, 1999)
- A tánc szeretete: az első lépések (olaj, forost, 60x80 cm, 1999)
- Madonna (olaj, vászon, 115x151 cm, 1997)
- Napi főtt étel (olaj, vászon, 102x123 cm, 1999)[3]

## Kiállításai (válogatás)

### Egyéni
- 1994 • Mezőberény

### Csoportos
- 2003 • Kortárs roma nőművészet II., Balázs János Galéria, Budapest
- 2004 • Elhallgatott holokauszt, Műcsarnok, Budapest
- 2007 • Az emlékezés színes álmai, Peking • Magyar Nemzeti Galéria, Budapest;
- 2008, 2009 • Az emlékezés színes álmai, vándorkiállítás, Szolnok • Eger • Pécs • Salgótarján • Miskolc • Szekszárd;

## Alkotásai közgyűjteményekben
Képeit őrzik a Roma Parlament Képtárában, a Néprajzi Múzeumban és a Magyar Művelődési Intézet gyűjteményében.